# Nerastria opiparus
Nerastria opiparus là một loài bướm đêm trong họ Noctuidae.